# Dcery Měsíce
Dcery Měsíce je řada třinácti fantasy knih americké spisovatelky Lynne Ewing, do češtiny jsou přeloženy jen první dvě.

## Seznam knih
1. Dcery měsíce - Bohyně noci
2. Dcery měsíce - Chladný oheň
3. Dcery měsíce - Night Shade
4. Dcery měsíce - The Secret Scroll
5. Dcery měsíce - The Sacrifice
6. Dcery měsíce - The Lost One
7. Dcery měsíce - Mood Demon
8. Dcery měsíce - Possession
9. Dcery měsíce - The Choice
10. Dcery měsíce - The Talisman
11. Dcery měsíce - The Prophecy
12. Dcery měsíce - The Becoming
13. Dcery měsíce - The Final Eclipse

### Bohyně noci
Vanessa, Catty, Serena a Jimena vypadají jako obyčejná děvčata, ale až tak obyčejné nejsou. Vynassa se umí stát neviditelnou, Catty umí cestovat v čase, Serena čte myšlenky a Jimena má předtuchy. Když se dívky spřátelí, zjistí, že to, co je odděluje od druhých, jejich čtyřlístek spojuje. Vanessa by chtěla žít jako normální dívka a dělat normální věci, jenže je jiná. Teď Vanessu někdo sleduje. Sice neví kdo, ale ví proč. Někdo odhalil její tajemství.

### Chladný oheň
Na Serenu se zaměřily temné síly Atroxu. Její schopnost číst myšlenky je klíčem, který potřebují, aby se dcery měsíce staly jejich stoupenkyněmi. Jimena má předtuchu, že Serena dívky zradí. A ještě nikdy předtím se nezmýlila.

### Night Shade
Jimena byla jednou z nejpřísnějších Chola ve východním LA v gangu, hodně se jí báli. Nic než znovu objevený Veto, která byl její láskou. To jí straší, Veto byl zabit před rokem a byl rival gangu. Nebo to byl? Jimena zjistí, že mu ďábel dal smlouvu (uzavřeli dohodu), která by mohla naložit s oběma jejich životy.

### The Secret Scroll
Catty vždy chtěla zjistit, kdo je její matka, a kupodivu, že má sílu. Když se Catty vrátí časem, ona nepotká jen svou matku, ale také nalezne venku něco velmi znepokojujícího, pravdu o své identitě a svůj osud.

### The Sacrifice
Stanton je v zamilovanosti se Serena. Ale to je vztah, který nemůže být nikdy (Je to zakázaná láska). Stanton se zavázal k Atrox, starověké zlo, které bylo zhruba od počátku věků. A Serena je Dcera Měsíce, síly, jejichž posláním je dobré a zastavit Stantona, a jeho druhy (Následníky a Atroxe). Stanton si bude muset vybrat mezi životem, pod kterým byl vždy známý a láskou, která by mohla skončit zničením osoby, on se stará o většinu.

### The Lost One
Když se Tianna jednoho dne probudí, neví kde je. A ještě důležitější je, že neví kdo je. Vše co má je vědomí, že našla ve své rukopise varování policie, že se jí někdo snaží zabít. Tianna si brzy uvědomí, že má sílu pohybovat věcmi svou myslí. Všimne si, že jí Vanessa, Serena a Jimena sledují. Jaké je její spojení s Dcerami měsíce?

### Mood Demon
Vanessy šestnácté narozeniny se blíží. Zatím co by většina dívek byla nadšená, Vanessa je s hrůzou o rok blíže k tomu, kdy bude muset udělat nejdůležitější rozhodnutí ve svém životě. Teď začíná pochybovat o tom, jak udržet své pravé přátele, její vztah s Michaelem, svou identitu. Tady potká Hectora, který je více vzrušující a nebezpečnější než kdokoliv jiný koho zná. Díky němu, se učí o straně, .. ona sama věděla, že nikdy neexistoval. ..

### Possession
Serena nebyla v poslední době sama sebou. Měla náhlé výpadky paměti a jednala jako úplně jiný člověk, kterého neměla vůbec ráda. To co jí ještě více mátlo, bylo to, že ví že jí někdo sleduje. Vše to začalo nocí kdy jí pomohla postarší žena. Nyní se Serena začala ptát, kdo byla ta žena? A co Sereně udělala?

### The Choice
V bezohledném pokusu změnit budoucnost, Catty uvrhla Jimenu do její problémové pasti - a do nepřátelského území bývalých členů gangu. Jak Jimena utíkala o život, byla zatčena policií a uvězněna. Zde ji nadále ohrožoval nový typ Následovníků s měnící se silou, kterou nešlo vydržet. Její jedinou možností bylo utéct z vězení a schovat se s velmi nepříjemným spojencem - jejím dřívějším rivalem z gangu, Payasou. Společně museli zachránit ostatní Dcery Měsíce před Jimeniným nejhorším tušením, jež se stávalo skutečností.

### The Talisman
V bezohledném pokusu změnit budoucnost, Catty uvrhla Jimenu do její problémové pasti – a do nepřátelského území bývalých členů gangu. Jak Jimena utíkala o život, byla zatčena policií a uvězněna. Zde ji nadále ohrožoval nový typ Následovníků s měnící se silou, kterou nešlo vydržet. Její jedinou možností bylo utéct z vězení a schovat se s velmi nepříjemným spojencem — jejím dřívějším rivalem z gangu, Payasou. Společně museli zachránit ostatní Dcery Měsíce před Jimeniným nejhorším tušením, jež se stávalo skutečností.

### The Prophecy
Catty už byla skoro na dosah Svitku a jeho moci ke zničení Atroxe, ale docházel čas. Kdokoli, kdo se přiblíží k prokletému pergamenu zemře, a má se vystavit v místním uměleckém muzeu. Než ho Catty mohla ukrást, Svitek k ní byl osobně doručen udivujícím doručovatelem ... ale tento dar má podmínku. Na oplátku musí cestovat do temného světa Nefandusu na konečnou schůzku se svým otcem, členem Atroxova nejbližšího kruhu. Zde ji očekává s lákavou nabídkou. 

## Postavy

### Vanessa Cleveland - Dcera Měsíce
Blonďatá dcera Měsíce a dcera Pandory, která je Bohyní noci (Kniha 1), Ďábelský měsíc (Kniha 7) a Konečné zatmění (Kniha 13). Jako dcera měsíce, je schopna rozložit své molekuly a stát se neviditelnou a někdy může i pohybovat objekty, zatím co je neviditelná. Žije se svou matkou, která je návrhářkou. Její otec zemřel, když jí bylo pět, byl jedním z kaskadérů. Zcela přirozeně byla populární. Hodně se snaží, aby byla emočně v pohodě. Její
nejlepší kamarádkou je, od dětství, Catty Turner. Na vysoké škole potkala Michaela Saratoga, je jedním z nejžádanějších kluků na škole, chodí spolu. Ale ve 4. knize začne chodit s Tobym a on chce, aby tajemství skončila. Ohrožuje všechny dívky, včetně Vanessy, zbaví se ho a on zemře. V 7. knize Vanessa nalézá další Dceru Pandory, nejde jen o Dracu Měsíce. Hector, měsíční démon se s ní pokusí oženit ale skončí, zbaví se ho a on zemře. V 13. knize, ona unikne Nefandusovi, ale bez Sereny. Jakmile je v pozemské říši, je si vědoma svých sedmnáctých narozenin, je pár dní pryč. Jimena ji nalezne a řekne jí, že předtím, než se vůbec narodila, Atrox viděl její statečnost, když se snažila zachránit Stantona a požádal ji o Fatesovo spoutání. Podle jejího osudu, ona pravidla, mezi oběma a dělá Atrox a čeká na vítězství jejich lásky. Jimena jí řekla, že se musí skrýt do svých narozenin, ale Vanessa chtěla vidět svou matku. Stanton a Catty ji najdou a vysvětlí, že vše co kdy udělal a řekl Nefandus byl předstírání. Vanessa se vrací s Nefandus zachránit Serenu a zničit Atroxe. Tento plán byl úspěšný, ale to, co Catty neřekla Vanesse bylo, že se musela obětovat sama. Vanessa jí chce zachránit, ale na konci, si uvědomuje, že nemůže. Vanessa a Stanton pak půjdou hledat a zachránit Serenu a najdou ji v domě Cattyina otce. Vanessa bojuje Cattyiným otecem, temné strany a zachrání Stantonův život tlumený (pohlcen) regulátorem. Vanessa se vrací do zemské říše. Jimena ji nalezne a řekne jí, že si musí vybrat. Vanessa se rozhodne ztratit své schopnosti a vzpomínky. Vrací se domů, kde jí Michael dává růže a přeje jí všechno nejlepší k narozeninám. Její matka ji potká a řekne její matce, že Serena a Catty se nevrátily. Předtím, než jdou do domu, Vanessa vidí stín a má pocit, že stín ji sledoval.

### Serena Killingsworth - Dcera Měsíce
Dcera měsíce a klíče, hraje v Chladném ohni (Kniha 2) a Držení (Kniha 8). Vzhledem k tomu, že je klíčem, ona je považována za jeden z faktorů při rozhodování v boji mezi dcerami a Atroxem. Její dar je moc telepatie nebo čtení mysli. Po jejím spuštění se v chladném ohni, je požehnaná na Bohyni Temného Měsíce a čarodějnice: Hekate. Ona žije s otcem a bratrem Collinem. Vzhledem k tomu, že aktivně začala pracovat jako její dcera, její nejlepší kamarádka je Jimena. Ona chodí se Stantonem, Následníkem a Princem noci. Jejich zakázaná láska je nezastavitelná. V 8. knize, se téměř spojí s tělem jiné ženy, poté se napije z ženina daru. Také si uvědomuje, že má třetí volbu, aby se stala bohyně tmy, jako Hekate. Byla také poskytnuta Hekate v kruhu, náhrdelník z měsíčního amuletu. V knize 13, se Serena snažila utéct Nefandusovi s Vanessou, ale byly zajaty regulátorem a převezeny za Cattyiným otcem. Když Vanessa konfrontuje Cattyina otece, Stanton říká Sereně zavři portály. Je úspěšná, Stanton a bere ho z vytržení. Pomáhá Vanesse k návratu do zemské sféry, ale ona se rozhodne zůstat se Stantonem a stane se bohyní tmy, vnese světlo do Nefanduse.

### Jimena Castillo - Dcera Měsíce
Dcera Měsíce a bývalá členka LA gangu, začíná v Nočním Stínu (Kniha 3) a Volba (Kniha 9). Je Mexičanka a jejím darem je předtucha a vidí do budoucnosti. Žije se svou babičkou v garsonce. Její nejlepší kamarádkou je Serena. Chodí s Collinem, Sereniným bratrem ke konci třetí knihy, poté co jí její bývalý přítel dá pokoj. Je nevědomky o rok starší než její přátelé, takže co si vybere, když dosáhne 17? Nakonec si vybere smrtelnost, poté co viděla předtuchu o své vlastní smrti, ale to, co jí její rádkyně Maggie říká, že je to v tom, že každý musí zemřít, aby se znovuzrodil.
V dalším dni jako Dcera, ji byl dám Medusin kámen pro ochranu před okouzlením a zlými duchy. Stává se smrtelníkem a zcela zapomíná na svůj život jako Dcera, až v pozdějších dílech, když zjistí, že rádcovství pro Maggie pominulo. Ona je reinkarnací Bohyně Měsíce Pandia a ona je novým rádce pro Dcery Měsíce. Nemůže dobrovolně pomoci Catty před Nefandus nebo Vanessou nebo Serenou bude obětována v odvetě. V 13. knize, Jimena pomůže Vanesse a řekne jí o jejím osudu. Řekne Vanesse, aby se schovala, ale to bylo jen jejím testem. Je šťastná když Vanessa zachrání svět. Řekne Vanesse, že truchlí pro Catty dlouho a ona věděla, že už nikdy neuvidí Serenu. Pomáhá Vanesse s jejím provedením volby.

### Catty Turner - Dcara Měsíce
Dcera měsíce a dědička Tajné Knihy, je hvězdou v The Secret Scroll
(Kniha 4) a The Prophecy (Kniha 11). Catty má moc cestovat časem v před i vzat. Její matka ji opustila při narození, Zoe Reese, která měla moc Dcery Měsíce a to telekinesi, ale stali se přišel Follower a Catty byla adoptována Kendrou Turner, přestěhovala se do San Diega po Cattyiným zmizení. Její otec je členem Atroxovy skupiny Vnitřního kruhu a to je její osud zničit Atroxe. Později jsme zjistili, že její osud a Kyle Syna Tmy, se proplétá. Kyle je její ex-přítel. Chris (známý také jako Chrysippus) byl chovatel tajné role a Catty ex-přítel, před ním chodila s Kyle. Chris je teď mrtvý. Její nejlepší kamarádka je Vanessa. Je šeptandou, že Catty žije se svým otcem a může být splněno temné proroctví. Catty se stane členem Vnitřního kruhu, protože jí lhal o Atroxovi a předstíral, že chytil Syna. Má Followerovi pravomoci, které zdědila po svém otci a pravomoci, které jí dal Atrox. Cattyino rodné jméno je Atertra Adamantis, což znamená Černá diamant. Dokáže zničit Atroxe, ale skončí to ztrátou jejího života.

### Cassandra - Následovnice
Následnice, byla šíleně zamilovaná do Stantona. Na hrudníku má napsaný kus jeho jména a to S-T-A, udělala si to žiletkou. Dostane příležitost zničit dcery ve třetí knize, a dostane se do Vnitřního kruhu za malou chvíli. Poté, co selže se z ní stane psanec. Je vidět a to během celé knihy, působí problémy a podobně, snaží se dostat zpět Stantona.

### Collin Killingsworth
Collin je Serenin starší bratr. Má rád surfing, je to velmi vášnivý surfař. Má křišťálově modré oči a dlouhé velmi světlé vlasy. Zvykl si na to, že Serena velmi často ví co si myslí. ... Na konci třetí knihy chodí s Jimenou, Sereninou nejlepší kamarádkou. Předtím, než spolu začali chodit, se stále pošťuchovali, hádali.

### Adamantis
Jeden z členů vnitřního kruhu a Cattyin otec, snaží se svrhnout Atrox. Nikdy nemiloval Catty a snažil se zničit Stantona, ale Vanessa s ním bojuje. Odchází a může být v zemské sféře (tj. mezi smrtelníky).

### Tymm a Karyl
Tymm a Karyl jsou jedni z prvních následníků. Byli Stantonovi učedníci. Ale protože se Stanton stal Princem noci, nikdo neměl to srdce jako Karyl. Stejně jako u Tymmy, i on se s ním spojil. V 13. knize pracují pro Cattyina otce.

### Hector
Maggina stará láska. Propadl lásce s Maggie a chtěl si ji vzít, ale ona ho odmítla a přislíbila sebe Selene v boji proti Atroxu. On vyzval Atroxe, ale to se mu vymstilo a byl vyhoštěn (vyhozen) na Měsíc. V 7. knize, přichází zničit Dcery a pokouší si vzít Vanessu. Na konci ho Vanessa osvobodí a on zemře.

### Lambert Malmaris
Je členem Vnitřního Kruhu a nisil Phoenix Crest, Lambert se poprvé objevuje v Oběti (Kniha 5 - The Sacrifice), kdy se spojil s Cassandrou. Nakonec ho Stanton zničí. Znovu se ukáže v 8. knize. Byl pouze uvězněn v Stantonovi (v jeho mysli), ale Aura, která byla uvnitř Sereny, na něj byla použita Sereninou silou (mocí).

### Aura
Lambertova přítelkyně. Byla předpokládanou nevěstou pro Atroxe, ale když Atrox zjistil, že miluje jiného, zničil její tělo vstupem do Chladného ohně. Tráví věčnost přeměňováním těl, kdy jeden se stává ovládaným starým. Posedně Serenino tělo, jen na krátkou dobu, aby dostala Lamberta ze Stantona (on je uvězněn v jeho mysli). Nemůže mít více než jeden subjekt, v době, když vlastní Serenino a Morganino tělo. Její rodné jméno je Ursula.

### Morgan Pageová
Je velmi oblíbená ve škole a každý kluk se za ní otočí. Je ráda ve středu pozornosti. Kluky střídá jako na běžícím pásu. Několikrát se střetne se Serenou, protože si myslí, že jí něco provedla a nazývá jí čarodějnicí. Na konci druhého dílů ji Zahy, vůdce nových Následníku, přetáhne na jejich stranu a tak i ona se stává Následnicí a konečně má skutečný důvod ke střetům se Serenou a ostatními Dcerami.

### Chris
Byl přítelem Catty a strážce Tajné Knihy (Secret Scroll). Jeho pravé jméno je Chriyssipus a je z antického Řecka. Potkal Maggie a pomohl jí svázat Atroxe. V průběhu staletí byl strážcem tajemství knihy, která mu později dala Catty. Chodil s Catty a popadl s ní v lásce v The Secrat Scroll (Kniha 4). Zmizí a vrátí se Jimeně pomoci při výběru (Kniha 9). V Proroctví (Kniha 11) je vězněm Cattyina otce. Řekne Catty, že kniha mu vzala jeho život (svázala). Když Catty knihu zničí, on je také zničen.

### Tianna Moore
Dívka se schopností telekineze a může používat síly, jež jdou do jiných rozměrů, ukáže se poprvé až v The Lost One (Kniha 6) a pak v další knize a to The Becoming (Kniha 12). Ona přijde jako Dcara až poté, co pomůže Catty od Nefauduse. Vyrůstala v pěstounckých rodinách po celé LA. Její rodiče a malou sestru, Jamile, zabili Následníci, když byla dítě. Pěstounská matka žila s Následníkem (nevěděla, že je to pokus Atroxe). Ona a Catty budou nejlepšími kamarádkami. Tianna byla vytvořena Atroxem a narodila se zlem, ale Selena ji musela unést. když byla dítě a určila ji Dcerou, která požádala o změnu a její matka prosila měsíc, takže Tianna bude člověk jak je možné a musí mít duši. Jejím osudem je narodit se jako dítě Atroxovi a zničit ho. Tianna má dva osudy. Jeden je Atroxe a druhý je pomoci Selene a její matce. Tianna spotá Atroxe k jeho formě stínu a přitom zničí sebe. Před Atroxem mohla dostat duši, jak Selene udělala.

### Justin a Mason
Dva Následníci, kteří zabili Tianniny (pátá Dcera Měsíce) rodiče a sestru, šli zpět časem a zachránili ji, nevěděli, že byla vytvořená Atroxem. V 12. knize se stávají psanci, Tianna chce jít za Atroxem a požádat ho, aby je vzal zpět.

### Zahi
Jeden z nový Následníku. Ukáže se poprvé v druhé knize - Chladném Ohni . Snaží se ovládnout Serenu, přivést ji na jejich stranu, aby se stala jednou z nich, protože je Vyvolená. Serena a ani Dcery netuší, alespoň ne ze začátku, kdo je Zahi ve skutečnosti. Serena se mu nemůže jen tak kouknout do hlavy, protože si tam povídá a přemýšlí francouzsky nebo rusky, což Sereně vyhovuje. Stanton jí několikrád před Zahim varuje, ale Zahi jí vždy to varování zandá do pozadí, takže si Serena nic nepamatuje. Nakonec zjistí, že je Zahi vůdce nových Následníku, chci ji dostat na jejich stranu, aby tak u Atroxe zabodoval a dostal vyšší pozici než Stanton, Serena si vzpomene na vše co jí Zahi vymazal. Nejprve Serena odmítne jeho nabídku přidat se k němu, ale pak souhlasí. Jenže má s děvčaty plán a to on nevím. Nakonec ho Serena dostane do Chladného ohně a zničí joho nesmrtelnost, stane se z něj zase obyčejný člověk.

### Stanton
Je Následníkem v LA, který se stává Princem noci. Byl invitus, někdo, kdo nedobrovolně přišel k Atroxovi v 13. století. Byl z královské rodiny a jeho otec princ, princ, který bojoval proti Atroxovi a tak Atrox vzal Stantona, takže princ byl přinucen boje zanechat. Vanessa se ho pokusila zachránit, když byl ještě dítě a pro tento akt milosrdenství, ji nemůže nikdy ublížit. Je zamilovám do Sereny, přestože jejich vzájemná láska, ja zakázaná. Jeho kniha je Secrifich (Kniha 5). V této knize se stává volným, ale rozhodne se vrátit k Atroxovi, aby ochránil Serenu. V tom je mu přiznám status Prince noci. (2. přákaz na Atrox). V tomto stavu je možné objednat regulátory, nesmí poškodit Serenu. Pomáhá dívkám ve všech sériich, protože on chce zůstat se Serenou. on byl tím, kdo dal Tianně meč pro svázání Atroxe do jeho stínu. Také se ukáže, že je mnich, který pomohl Kyle uniknout a navštívil Serenu a Vanessu, zatím co ony byly drženy v zajetí. Stanton pomáhá Vanesse a Catty zničit Atroxe a zachránit Serenu. PO Atroxově zničení se stává novým lídrem v Nefandusu se Serenou po boku.

### Maggie Craven
Byla rádkyní Dcer, narodila se v Athénách, Řecku. Její rodné jméno je Penelope. Je nemanželským dítětem Dia (Zeus), a vyrůstala s otcem a sestrou, její matka zmizela. Nakonec se její sestra stala Následnicí. Zatímco ona vyrůstala v Athénách, věnovala se Selene. Zamilovala se do mladého, pohledného vojáka jménem Hector, kterého se později zmocnil Atrox a byl vnímán jako "ďábel". Maggie byla jediná schopna svázat Atroxe do jeho podoby stínu. Když si řekla o dlouhý život, aby mohla Atroxe zničit, Atrox ji samozřejmě její přání splnil. Zapomněla se zeptat na věčné mládí. Přesto ji Selene dala elixír, který tento problém vyřešil, který ji omlaďoval. V 13. století pomohla Chriyssipusovi. Je to prastaré, učí dcery ovládat jejich schopnosti a další co s nimi mají něco společného. Ona a Hector spolu měli dítě. Když ji Atrox navštívil, použila zaklínadlo, ale on ji zničil. Její knihou je Talisman (Kniha 10).